# William George Neilson
Pour les articles homonymes, voir William Neilson et Neilson.
William George Neilson (16 février 1862-6 janvier 1899) est un homme politique canadien de la Colombie-Britannique. Il est député provincial indépendant de la circonscription britanno-colombienne de East Kootenay North de 1898 jusqu'à son décès en fonction en 1899.